# マイケル・マナ
マイケル・マナ（Michael Stephen  Manna、1971年10月9日 - ）は、アメリカ合衆国のプロレスラー。ペンシルベニア州フィラデルフィア出身。スティービー・リチャーズ（Stevie Richards）のリングネームで知られる。

## 来歴
アイアン・マイク・シャープがニュージャージー州にて主宰するレスリングスクールに入門。1992年2月25日、ECWにてプロレスラーデビューを果たす。1995年、レイヴェンの部下として活動。1996年、nWoのパロディ集団bWoを結成。自身はケビン・ナッシュのギミックのパロディであるビッグ・スティービー・クール（Big Stevie Cool）を演じた。1997年、レイヴェンに続いてWCWへ移籍したが、WCWでの活躍は振るわずすぐにECWへ復帰。1998年にはIWAジャパンに初来日した。
1999年にWWFへ移籍。当初はbWo時代と同様にレスラーの物真似をするコミカルなキャラクターだったが、2000年よりリングネームをスティーブン・リチャーズ（Steven Richards）に変更し、WWFの風紀検閲活動を行うユニットRTCを結成。ブル・ブキャナン、ザ・グッドファーザー、バル・ビーナス、アイボリーらをメンバーに、ヒールの主力ユニットとして活動した。
2001年のWWF対WCW・ECW連合軍（アライアンス）の抗争アングルではアライアンス側に所属。クロニック（ブライアン・アダムス&ブライアン・クラーク）のマネージャーを担当した。

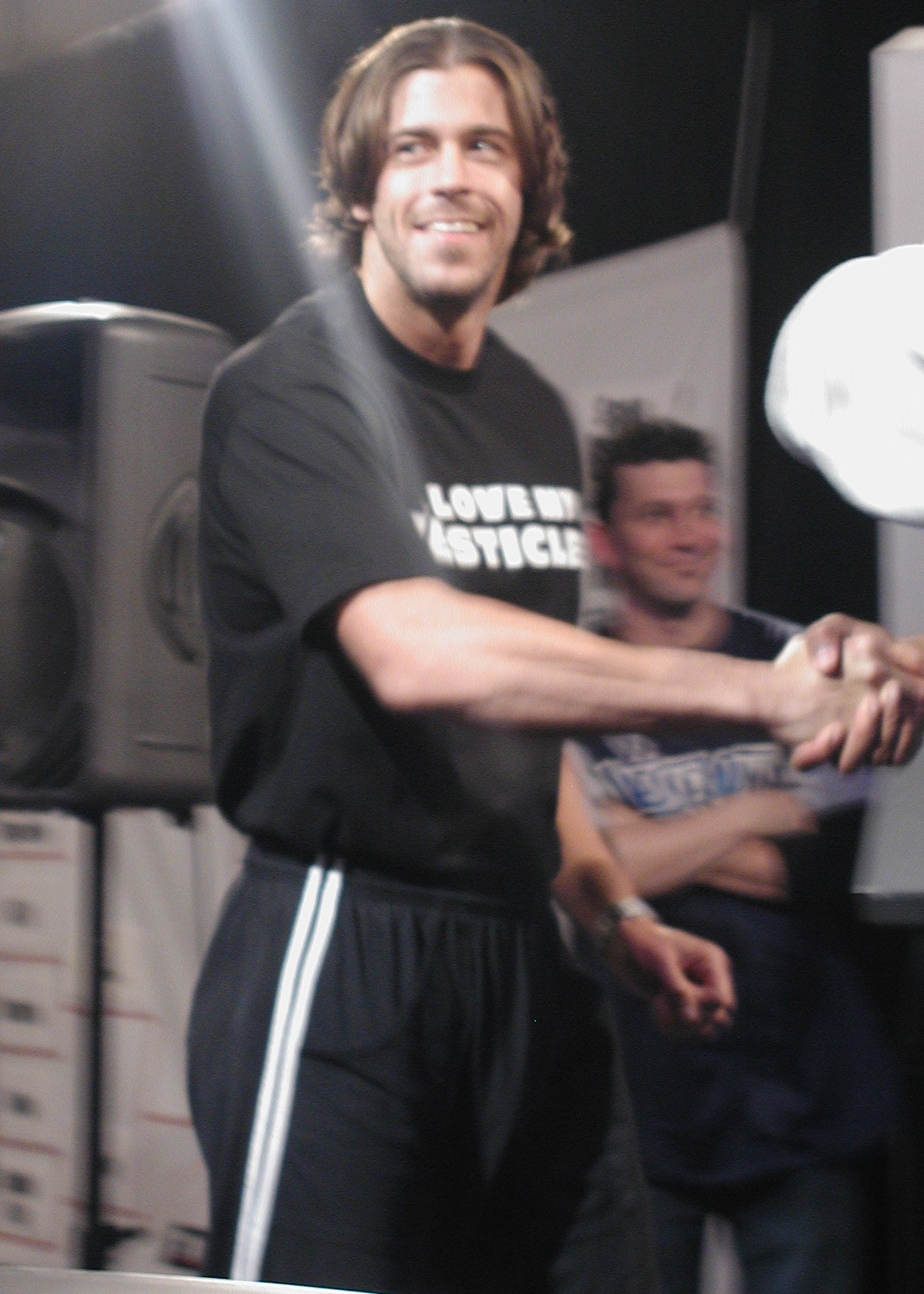
2003年

アライアンスのストーリー終結後はハードコアマッチ戦線での活動を経て、2002年末よりビクトリアとのコンビでサイコ系のキャラクターに変身。2003年下期からはRAWの前座番組であるヒートを主戦場とし、スティービー・ナイト・ヒート（Stevie Night Heat）を名乗った。RAW出演の際は主にジョバーとして登場し、クリス・マスターズのRAWデビュー戦の相手も務めている。
この年の11月6日にリチャーズはホームパーティーを催した。しかし、参加者の1人だったクラッシュ・ホーリーが嘔吐物を喉に詰まらせて死去するという事故が発生した。
2005年のWWE ECW's One Night StandにてbWoが再結成されると、スマックダウンに移籍してbWoのリーダーとなり、メキシクールズと抗争。同年7月のグレート・アメリカン・バッシュでメキシクールズに敗れると、再びbWo以前のギミックに戻り、スマックダウンの前座番組ヴェロシティへ活動の場を移していった。
2005年後半からリングに登場する機会が減るが、2006年3月のサタデー・ナイト・メイン・イベントに際してシェイン・マクマホンのスパーリング・パートナーを担当。同年、WWE内の第3ブランドとしてECWが復活すると、リングネームをスティービー・リチャーズに戻して移籍した。

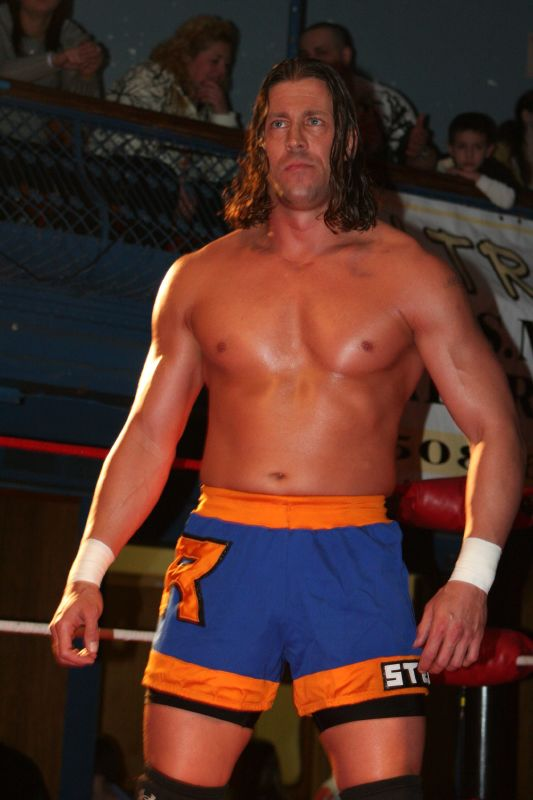
2009年

2007年はケビン・ソーンとミニ抗争を展開。2008年にはECW第100回目の放送でゲスト解説にも入ったが、8月にWWEを解雇された。その後はTNAでドクター・スティービー・リチャーズ（Dr. Stevie Richards）として活動。2010年7月より、ミック・フォーリー、ロブ・ヴァン・ダム、レイヴェン、トミー・ドリーマー、ライノ、チーム3D、アル・スノーらとTNA版ECWオリジナルズであるEV 2.0（Extreme, Version 2.0）を結成した。
2011年、TNAから離脱。5月にLucha Libre USAにヒールとして参戦し、アンチ・メキシコユニットに加入。7月にはリングデビューしてロッキー・ロメロと対戦した。
2012年、Extreme Risingやフロリダ州を拠点とするCCWやICWに参戦。10月にはアメリカン・チャンピオンシップ・プロレスリング（ACPW）に参戦し、アラミヲを破りACPWヘビー級王座を獲得。11月と12月にはExtreme Risingにて行われた初代Extreme Rising世界王座を争うトーナメントに出場。決勝まで進み、決勝ではライノを破り初代王者となる。
2013年、サウザン・チャンピオンシップ・レスリング・フロリダ（Southern Championship Wrestling Florida）のメインイベントでDWEヘビー級王者のリコ・カサノバとチャンピオン vs チャンピオンマッチ（ダブルタイトルマッチ）を行うが乱入に遭い試合はノーコンテストとなった。また、SCWヘビー級王座,、ACPWヘビー級王座、Extreme Rising世界ヘビー級王座の3王座を同時に保持するようになる。Extreme Rising世界ヘビー級王座をDWAのWrestling Legends Tour 2013ツアー中にDWAライトクルーザー級王者のタルカンを相手に防衛。その後もタイトルの防衛戦を繰り返しており、4月にはレイヴェンを相手にタイトルの防衛戦をしている。

## 得意技

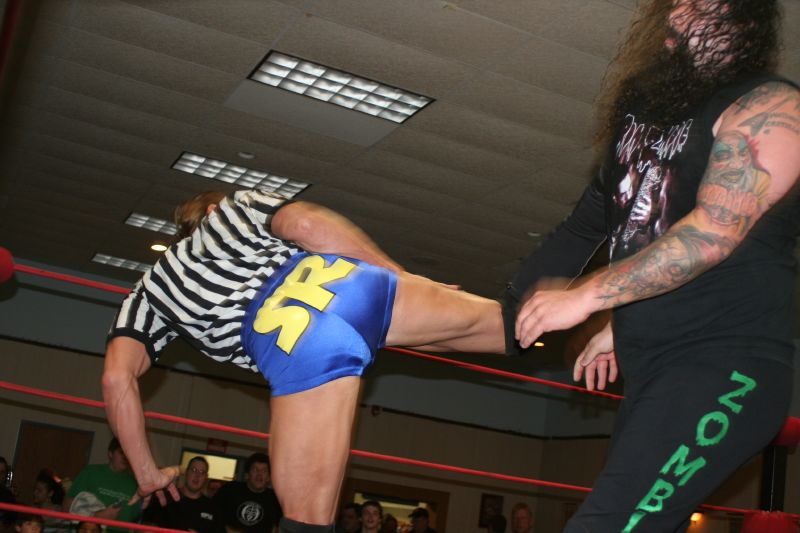
スティービー・キック

- スティービー・キック

ECW所属時から継続して使われているフィニッシャー。スーパーキック。
- スティービーT

スティービー・キック同様、ECW所属時から継続して使われているフィニッシャー。ダブルアームDDT。
- スティービー・ボム

bWo時代に使用したフィニッシャー。ケビン・ナッシュのジャックナイフ・パワーボムのコピー。
- スウィート・チン・ミュージック

ECW所属時、レイヴェンズ・ネスト時代に使用。ショーン・マイケルズのコピー。
- ジェネラル・アネスシージャ

TNA所属時、ドクター・スティービー・リチャーズ時代に使用したフィニッシャー。ボディシザースの状態からコブラクラッチへと移行する。
- アイル・タップ・ユー

コウジクラッチと同型のサブミッション。別名スティービー・ストレッチ
- スティービーワラアームバー
- スクールボーイ
- ネックブリーカー
- リバースSTO

## 獲得タイトル
ECW
- ECW世界タッグ王座 : 2回（w / レイヴェン）

WWE
- WWEハードコア王座 : 21回

NWA
- NWAナショナルヘビー級王座 : 1回
- NWA世界ライトヘビー級王座 : 1回
- NWA2000ヘビー級王座 : 2回

NWA FOPW
- NWA・Force 1ヘビー級王座 : 1回

HWA
- HWAヘビー級王座 : 1回

MCW
- MCWタッグ王座 : 1回（w / アール・ザ・ピール）

その他
- TPW世界ヘビー級王座 : 1回
- MEWFヘビー級王座 : 1回
- LAWヘビー級王座 : 1回
- UCWヘビー級王座 : 1回
- SCWタッグ王座 : 3回（w / ラフル・ケイ、フランク・スタレット、ブルー・ミーニー）
- PWXタッグ王座 : 1回（w / ブルー・ミーニー）
- APWFヘビー級王座 : 1回
- ACPWヘビー級王座 : 1回
- CWFユナイテッドステイツ・ヘビー級王座 : 1回
- ER世界王座 :1回
- FPWタッグ級王座 : 1回 (w / ブルー・ミーニー)
- マグナムプロ・ヘビー級王座 : 1回
- MCWタッグ王座 : 1回 (w / アール・ピエール・ジョシュ)
- CWNYヘビー級王座 : 1回
- TRP世界ヘビー級王座 : 1回
- TRPキラー・コワルスキーカップ優勝
- ワイルドキャット・レボリューション王座 : 1回

## 入場曲
- Swamp Candles
- Nitro
- Censorship
- Tuff Staff
- You'll See